# Namasuba
Namasuba est une ville située dans le district de Kampala, en Ouganda.